# 怀玉乡
怀玉乡，是中华人民共和国江西省上饶市玉山县下辖的一个乡镇级行政单位。

## 行政区划
怀玉乡下辖以下地区：
马路社区、水阁社区、玉峰村、金坪村、陇首村、洋塘村、白泥村、关口村、蒋家山村、东社村、后叶村和锦溪村。